# Eburodacrys hirsutula
Eburodacrys hirsutula är en skalbaggsart som beskrevs av Bates 1870. Eburodacrys hirsutula ingår i släktet Eburodacrys och familjen långhorningar. Inga underarter finns listade i Catalogue of Life.